# 公孙杵臼
公孙杵臼（？—前597年），名杵臼，春秋时期晋国人，赵朔的门客，为救“赵氏孤儿”赵武而献出了生命。

## 搜孤救孤
前597年，晋国司寇屠岸贾以赵盾参与杀害晋灵公为由，不请示晋景公，便与将领在下宫攻袭赵氏，杀死了赵朔、赵同、赵括、赵婴齐，灭绝了赵氏全族。
赵朔的妻子赵庄姬是晋成公的姐姐，怀有赵朔的遗腹子，她逃到晋景公宫里躲藏起来。公孙杵臼对赵朔的朋友程婴说：“你为什么不死？”程婴答道：“赵朔的妻子怀着孩子，如果有幸生下男孩，我就奉养他；如果生下女孩，我再慢慢去死。”过了不久，赵庄姬生下了男孩。屠岸贾听到消息后，到宫中去搜查，没搜到婴儿。
暂时脱离危险以后，程婴对公孙杵臼说：“今天这一次搜查没有找到，以后一定还会再来搜，该怎么办？”公孙杵臼问程婴：“扶立遗孤和死哪件事更难？”程婴说：“死容易，扶立遗孤很难。”公孙杵臼便说：“赵氏先君待您不薄，您就勉力去做那件难事；我去做那件容易的，让我先死吧！”
程婴和公孙杵臼便想办法得到别人家的婴儿，包上漂亮的小花被，背着他藏匿到山中。程婴从山里出来，假装去告密，对将军们说：“我程婴没出息，不能扶立赵氏孤儿，谁能给我千金，我就告诉他赵氏孤儿的藏身之处。”诸位将军都很高兴，答应了程婴，派兵跟着他去攻杀公孙杵臼。公孙杵臼假装愤怒的说：“程婴小人！当初下宫之难你不能去死，与我谋划隐藏赵氏孤儿，如今你却出卖了我。即使你不能扶立遗孤，怎么可以忍心出卖他！”公孙杵臼抱着婴儿大声呼喊：“天啊天啊！赵氏孤儿有什么罪？请让他活下来，只杀我公孙杵臼吧。”诸位将军不答应，杀了公孙杵臼和孤儿。将军以为赵氏孤儿确实已死，都很高兴，程婴则与真的赵氏孤儿一起藏匿到山里。

## 复仇
前583年，晋景公生了病，进行占卜，占卜的结果说是大业的子孙后代不顺利，因而做怪。晋景公向韩厥询问，韩厥就将赵氏孤儿的情况上报了。在晋景公和韩厥的帮助下，程婴和赵武进攻屠岸贾，诛杀了他的家族，赵氏得以复立。
到赵武行了冠礼，已是成人了，程婴就拜别了各位大夫，然后对赵武说：“当初下宫之难的时候，人人都能死难。我并不是不能去死，我是想扶立赵氏的后代继承家业。如今赵武已经承袭祖业，长大成人，恢复了原来的爵位，我要到地下去报告赵盾和公孙杵臼。”赵武哭泣着叩头，坚持请求说：“我宁可使自己筋骨受苦，也要一直报答您到您去世之时，难道您忍心离开我去死吗？”程婴说：“不行。公孙杵臼认为我能完成大事，所以比我先死；如果现在我不去复命，他会以为我的事情没有成功。”程婴随后便就自杀了。

## 辩疑
自唐以后，众多的历史学家对《史记》记载的下宫之难事件产生了质疑，而梁玉绳更认为屠岸贾、程婴、公孙杵臼三人根本不存在。白国红则认为程婴和公孙杵臼的存在并非全无可能。

## 墓地
程婴和公孙杵臼的墓地所在有四说，分别是陕西同州、山西忻州、山西平阳、直隶广平。郑德坤称之为“传说跟着人民而迁移”。 

## 纪念
- 唐代河东赵氏立祠祭祀先祖时，还要另建一祠祭祀程婴和公孙杵臼。[11]
- 宋神宗元丰四年（1081年）五月，于绛州太平县赵村立祚德庙，封公孙杵臼为忠智侯。[12][13]
- 宋高宗绍兴十六年（1146年），于临安府修建祚德庙，六月，进封公孙杵臼为通勇忠智侯。[12][13][14]
- 宋高宗绍兴二十二年（1152年）七月，进封公孙杵臼为英略公，祭祀升为中祀。[13][15][16][17]
- 宋理宗淳佑二年（1242年），进封公孙杵臼为忠佑王。[18][19]